# Рамп
Рамп (рос. рамп, англ. ramp, нім. Rampe f) — грабен, обмежений підкидами і насувами.
Приклади цього типу басейну включають депресію Cul-de-Sac в Гаїті та Іссик-Куль у Тянь-Шані в Киргизстані.
Американський вчений Б.Вілліс висунув гіпотезу формування рампу для пояснення структури Мертвого моря.